# Opel Kadett (1936)
La Kadett del 1936 (indicata spesso anche come Kadett I) è la primissima generazione della Kadett, anche se in genere si tende impropriamente a considerare come capostipite la Kadett A, ed è un'autovettura di fascia medio-bassa prodotta dal 1936 al 1940 dalla Casa automobilistica tedesca Opel.

## Profilo e storia
La Kadett I (sigla di progetto 11234) venne presentata il 5 dicembre 1935 inizialmente per affiancare ed in seguito per sostituire la P4, un modello di grande successo, tanto da far adirare lo stesso cancelliere Adolf Hitler che aveva invece appoggiato il progetto relativo alla KdF-Wagen, il futuro Maggiolino.

## Caratteristiche
La Kadett I nacque condividendo molte soluzioni tecniche e stilistiche con la Olympia, vettura posizionata un gradino più in alto e lanciata sul mercato pochi mesi prima, sempre nel corso del 1935. Anche la Kadett I utilizzava una scocca portante come struttura di base, a fronte di una configurazione meccanica di tipo tradizionale ossia a motore anteriore longitudinale e a trazione posteriore, uno schema meccanico che comunque in quegli anni era ancora utilizzato nella stragrande maggioranza delle vetture. La meccanica prevedeva un avantreno a ruote indipendenti con schema Dubonnet e molle elicoidali, mentre il retrotreno era ad assale rigido con balestre longitudinali semi-ellittiche. L'impianto frenante era di tipo idraulico con quattro tamburi. La Kadett I montava un motore a 4 cilindri in linea, della cilindrata di 1073 cm³, con distribuzione a valvole laterali e con potenza massima di 23 CV. Con una massa a vuoto dichiarata di 757 kg, quindi decisamente leggera, la Kadett I poteva raggiungere una velocità massima di 98 km/h. Il cambio era di tipo manuale a 3 marce.
Sul piano dello stile, molte erano le similitudini con la Olympia, a cominciare dall'impostazione dello stesso corpo vettura, di tipo berlina a 2 porte (o a 4 porte per alcuni mercati esteri), con alloggiamento per la ruota di scorta semi-inglobato nella coda, frontale con calandra simile a quella della Olympia, ma più moderna e meglio adattata al disegno generale del "muso", fari anteriori anch'essi semi-inglobati nella carrozzeria e fiancate con due finestrini per lato e prive di predellino, ormai desueto già nei tardi anni '30. In alternativa era possible ordinare la Kadett con una più elegante e particolare carrozzeria di tipo trasformabile, che alla Opel chiamavano comunque cabriolet. L'abitacolo, semplice e spartano, era caratterizzato da un cruscotto centrale a due strumenti.

## Evoluzione

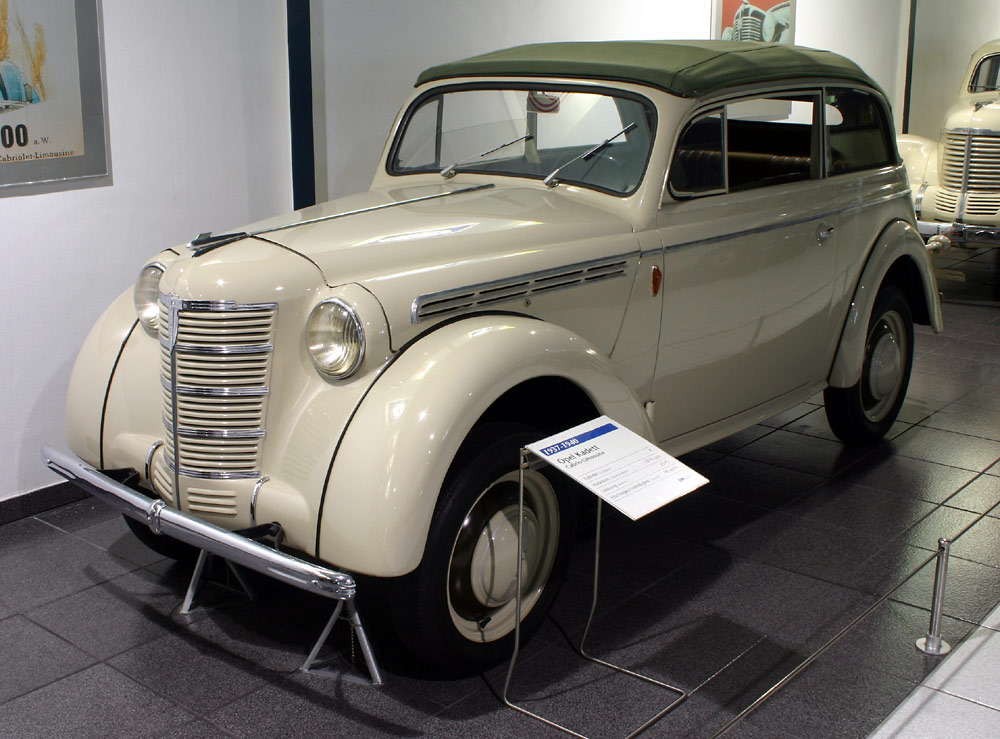
Una Opel Kadett K38 trasformabile

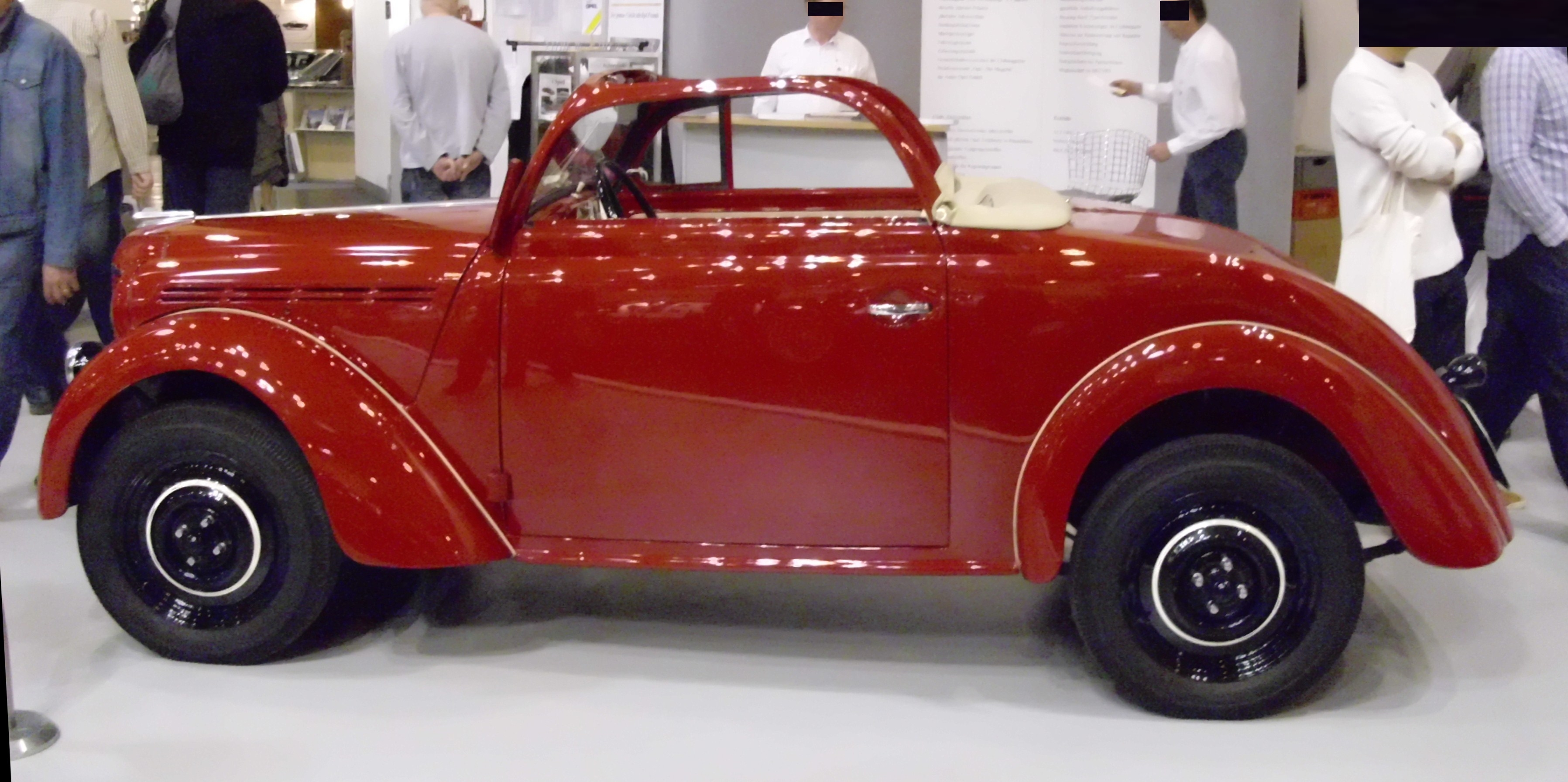
La Opel Kadett roadster

Le prime consegne della vettura si ebbero all'inizio del 1936: grazie al suo prezzo di 2.100 RM, molto concorrenziale, la vettura ottenne fin da subito un buon successo di vendite. Le prime Kadett prodotte fra il 1936 ed il 1937 furono indicate dagli addetti ai lavori dell'epoca con la sigla K36, dove la sigla numerica indicava l'anno di nascita del modello. Durante il primo anno di carriera della Kadett I continuò ad essere prodotta in parallelo anche la P4, in ogni caso ormai giunta al termine della sua commercializzazione. A partire dal 1938, la Kadett I fu oggetto di alcune rivisitazioni, soprattutto stilistiche, dando luogo alla serie K38, che si distingueva dalla precedente per la calandra, più sporgente e arrotondata, e impreziosita da quattro listelli cromati trasversali, oltre ad altri listelli più fitti e sottili. Proprio sulla calandra venne posizionata la denominazione del modello, con il nome posto sulla sommità della stessa e il nome Kadett in verticale sull'unico listello verticale al centro della calandra. In generale, l'aggiornamento estetico fu voluto per far avvicinare la Kadett alla Olympia, anch'essa ristilizzata in quello stesso anno. Tecnicamente non vi furono novità di sorta per la Kadett I: la nuova serie K38 ripropose la Kadett I con lo stesso gruppo motopropulsore. Le uniche differenze furono una nuova batteria per l'impianto elettrico della vettura ed un serbatoio leggermente più capiente (da 27 a 31 litri). Per quanto riguarda la gamma delle carrozzerie, venne introdotta una berlina a due porte più spartana e dall'allestimento più semplificato (senza paraurti né coppe ruota), nota con la sigla KJ38 e voluta dalla dirigenza Opel per meglio contrastare l'offensiva commerciale del neonato Maggiolino. Sopra di essa vi fu invece la vera serie K38, disponibile come berlina a 2 o a 4 porte, oppure ancora come trasformabile. I prezzi andavano dai 1.795 RM per la KJ38 ai 2.350 RM per la versione berlina a 4 porte. Sulla base della versione KJ38 venne anche realizzato un prototipo di Kadett con carrozzeria roadster, denominato Kadett Strolch, che però non ebbe alcun seguito. 

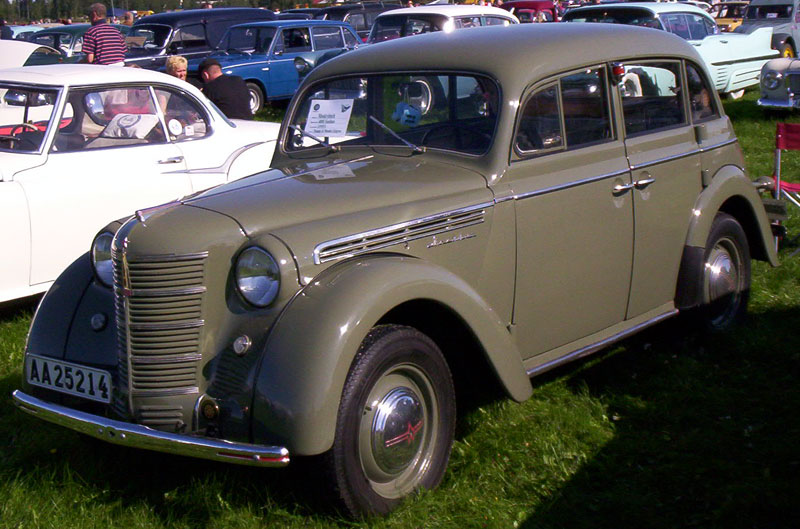
Una Moskvič 400

Nel maggio del 1940 dalle linee di montaggio di Rüsselsheim uscì l'ultimo dei quasi 108.000 esemplari di Kadett prodotti: la guerra impedì di consolidare ulteriormente un successo commerciale ormai già acquisito. Dopo la fine della guerra, i macchinari presenti nello stabilimento furono requisiti e consegnati alle autorità sovietiche come risarcimento. Verranno portati nello stabilimento sovietico della Moskvič dove la Kadett I rinascerà a nuova vita e verrà commercializzata per il mercato russo con le denominazioni di Moskvič 400/401/420/422. La produzione della Kadett russa proseguirà fino al 1956. Sei anni dopo, la Opel lancerà dopo oltre un ventennio di assenza la nuova generazione della Kadett, denominata Kadett A, considerata la prima Kadett di concezione moderna.